# René Thury
René Thury (7 de agosto de 1860-23 de abril de 1938) fue un pionero suizo en ingeniería eléctrica. Era conocido por su trabajo con la transmisión de electricidad de corriente continua de alto voltaje y era conocido en el mundo profesional como el "Rey de DC".

## Biografía
El padre de René Thury, Marc-Antoine Thury, era profesor de Historia Natural. A partir de 1874, René se convirtió en aprendiz en Société Instruments Physiques, una empresa de construcción de máquinas de precisión en Ginebra que trabajaba para Emil Bürgin y perfeccionó las dinamos de Zénobe Gramme. Cuando Bürgin dejó SIP en 1876, Thury se convirtió en su sucesor. También se desempeñó como técnico de laboratorio del Prof. Jacques-Louis Soret en la Universidad de Ginebra. Soret había adquirido una dinamo Burgin colocándola en serie con baterías, y Thury ideó en secreto un medio para hacer que las baterías fueran superfluas.
En 1877, construyó un triciclo a vapor junto con un estudiante de medicina Jean-Jacques Nussberger que financió el proyecto. Podría alcanzar los 50 km / hy sería uno de los primeros automóviles suizos. En 1904, Thury produjo un híbrido paralelo eléctrico de gasolina, cuyo alcance eléctrico total era de 40 km con una batería de 550 kg, o 5 km con una batería de 150 kg.
Algunos financieros suizos y alemanes estaban investigando el financiamiento de una concesión para construir el equipo de la compañía Edison y, como parte de esto, Thury pasó 6 meses visitando los laboratorios Menlo Park de Thomas Edison en el invierno de 1880-1881. Thury quedó impresionado con la libertad que se les dio a los investigadores de Edison para perseguir sus ideas y desarrolló una amistad con Edison. Obtuvo muchas ideas, pero también llegó a la conclusión de que el Dynamos de Edison podría mejorarse significativamente. De vuelta en Ginebra, dirigió la fabricación bajo licencia SIP de dinamos Edison y Gramme. Más tarde trabajó brevemente para Bürgin & Alioth Société d'électricité Alioth, y luego se cambió como director técnico de A. & H. de Meuron Cuénod, donde diseñó su dinamo multipolar por el que recibió una patente en 1883. Durante 1882, Thury construyó una dinamo de seis polos para este diseño que produjo una dinamo mucho más compacta que las de Edison. En la exposición de Turín de 1884 ganó la medalla de oro. Durante el período de 1883 a 1926 sus ideas dieron como resultado 19 patentes adicionales.
- Datos: Q124383
- Multimedia: René Thury / Q124383